# Chest Pain Unit
Die Chest Pain Unit (engl. für Brustschmerz-Einheit) ist eine Diagnostik- und Therapieeinheit im Krankenhaus zur Versorgung von Patienten mit akuten Brustschmerzen. Durch standardisierte diagnostische Abläufe wird mit minimaler zeitlicher Verzögerung überprüft, ob eine zeitkritische Herzerkrankung ursächlich für die Brustschmerzen ist. Ziel ist es, Patienten mit einem akuten Koronarsyndrom (Herzinfarkt, Angina Pectoris) schnell zu identifizieren und einer raschen und adäquaten Behandlung zuzuführen. Häufig sind sie an internistische Notaufnahmen angegliedert und werden von Kardiologen geleitet. Zu den Standardabläufen gehört das Schreiben eines 12-Kanal-EKGs, die Blutentnahme mit Bestimmung des kardialen Troponins und eine kontinuierliche Überwachung des Patienten. Bei Auffälligkeiten kann der Patient in ein Herzkatheterlabor zur weiteren Diagnostik und Therapie gefahren werden. Je nach Verlauf können Patienten direkt aus der CPU entlassen werden, bleiben dort zur Behandlung, werden bei schweren Verläufen auf eine Intensiv oder Intermediate-Care-Station übernommen, oder kommen auf eine Normalstation.